# Listă de filozofi români
Aceasta este o listă de filosofi români notabili. 

## A
- Sergiu Al-George
- Petre Andrei
- Cosmin Andron

## B
- Nicolae Bagdasar
- Ion Banu
- Dan Bădărău
- Vasile Băncilă
- Simion Bărnuțiu
- Ștefan Bârsănescu
- Lucian Blaga
- Alexandru Boboc
- Alexandru Bogza
- Petre Botezatu
- Dan Botta

## C
- Vasile Chira
- Virgil Ciomoș
- Emil Cioran
- Aurel Codoban
- Ioan G. Coman
- Vasile Conta
- Andrei Cornea
- Nichifor Crainic

## D
- Wilhelm Dancă
- Teodor Dima
- Mircea Djuvara
- Neagu Djuvara
- Alexandru Dragomir
- Mihail Dragomirescu
- Mihai Drăgănescu
- Dumitru Drăghicescu
- Anton Dumitriu
- Mircea Dumitru

## E
- Mircea Eliade
- Gheorghe Enescu

## F
- Mircea Flonta
- Mircea Florian
- Aram Frenkian

## G
- Ștefan Georgescu
- Dumitru Gheorghiu
- Ludwig Grünberg

## I
- Ion Ianoși
- Adrian-Paul Iliescu
- Nae Ionescu
- Moshe Idel (născut în România)

## J
- Athanase Joja

## L
- Gabriel Liiceanu
- Ștefan Lupașcu

## M
- Titu Maiorescu
- Mircea Malița
- Gorun Manolescu
- Andrei Marga
- Constantin Maximilian
- Ioan Miclea
- Achim Mihu
- Adrian Miroiu
- Valentin Muresan

## N
- P.P. Negulescu
- Virgil Nemoianu
- Adrian Niță
- Constantin Noica
- Basarab Nicolescu
- Eugeniu Nistor

## P
- Petre Pandrea
- Cezar Papacostea
- Vasile Pavelcu
- Vasile Pârvan
- Ilie Pârvu
- Cicerone Poghirc
- Cornel Popa
- Camil Petrescu
- Ion Petrovici

## R
- Gheorghe Racoveanu
- Mihai Ralea
- Constantin Rădulescu-Motru
- Dumitru D. Roșca

## S
- Constantin Schifirneț
- Eugen Schileru
- Mihail-Radu Solcan
- Horia Stamatu
- Alexandru Surdu

## T
- Alexandru Tănase
- Vasile Tonoiu

## Ț
- Petre Țuțea
- Florea Țuțugan

## U
- George Uscătescu

## V
- Emanuel Vasiliu
- Ciprian Vălcan
- Sorin Vieru
- Tudor Vianu
- Gheorghe Vlăduțescu
- Alice Voinescu
- Mircea Vulcănescu

## W
- Henri Wald

## X
- Alexandru D. Xenopol